# Stade Saint-Symphorien
Stade Saint-Symphorien, é um estádio de futebol localizado na cidade de Metz, França. É a casa do time FC Metz. O estádio tem capacidade para quase 29 000 pessoas.